# Horndøla bro
Horndøla bro er navnet på to broer i den tidligere Hornindal kommune, nu i Volda  i Møre og Romsdal fylke i Norge. Broerne krydser floden Horndøla (Honndøla) ved gården Muldsvor. Den gamle bro er en 52 meter lang stenbro, som sandsynligvis blev bygget i perioden 1810-1813 til erstatning for en ældre bro af træ og sten. Horndøla bro blev ombygget i 1937 med en 5 meter bred betonplade over bropillerne. I 1971 blev der bygget en ny bro på stedet lige syd for den gamle. Den nye bro er en del af riksvej 60. Gamle Horndøla bro blev restaureret af Statens vegvesen i 1993/94.